# Illiopolis
Illiopolis és una població dels Estats Units a l'estat d'Illinois. Segons el cens del 2000 tenia 916 habitants.

## Demografia
Segons el cens del 2000, Illiopolis tenia 916 habitants, 362 habitatges, i 263 famílies. La densitat de població era de 785,9 habitants/km².
Dels 362 habitatges en un 34,3% hi vivien nens de menys de 18 anys, en un 58,3% hi vivien parelles casades, en un 8,8% dones solteres, i en un 27,3% no eren unitats familiars. En el 23,2% dels habitatges hi vivien persones soles el 9,4% de les quals corresponia a persones de 65 anys o més que vivien soles. El nombre mitjà de persones vivint en cada habitatge era de 2,53 i el nombre mitjà de persones que vivien en cada família era de 2,99.
Per edats la població es repartia de la següent manera: un 25,4% tenia menys de 18 anys, un 9,1% entre 18 i 24, un 30,1% entre 25 i 44, un 23,9% de 45 a 60 i un 11,5% 65 anys o més.
L'edat mediana era de 37 anys. Per cada 100 dones de 18 o més anys hi havia 99,7 homes.
La renda mediana per habitatge era de 46.442 $ i la renda mediana per família de 52.898 $. Els homes tenien una renda mediana de 36.250 $ mentre que les dones 26.786 $. La renda per capita de la població era de 19.473 $. Aproximadament el 2,7% de les famílies i el 3% de la població estaven per davall del llindar de pobresa.

## Poblacions més properes
El següent diagrama mostra les poblacions més properes.